# Hazbin Hotel
Hazbin Hotel är en animerad amerikansk kriminalkomediserie från 2024. Serien är skapad av Vivienne Medrano. Pilotavsnittet släpptes på Youtube den 28 oktober 2019. Första säsongen består av 8 avsnitt och de första fyra avsnitten hade premiär på Prime Video den 19 januari 2024. Serien har fått kontrakt på en andra säsong.

## Handling
I ett försök att finna en icke-våldsam lösning att minska överbefolkningen i helvetet öppnar Lucifers dotter ett rehabiliteringshotell som erbjuder en grupp demoner en chans till upprättelse.

## Rollista (i urval)
- Erika Henningsen – Charlie Morningstar
- Stephanie Beatriz – Vagatha "Vaggie"
- Blake Roman – Anthony "Angel Dust"
- Amir Talai – Alastor
- Keith David – Husk
- Kimiko Glenn – Niffty
- Alex Brightman – Sir Pentious, Adam
- Christian Borle - Vox
- Joel Perez - Valentino
- Lilli Cooper - Velvette
- Jeremy Jordan - Lucifer Morningstar
- Jessica Vosk - Lute[4]